# Lolo
Lolo – jednostka osadnicza w Stanach Zjednoczonych, w stanie Montana, w hrabstwie Missoula.